# Joan Torras i Guardiola
Joan Torras i Guardiola   (Sant Andreu de Palomar, 1827 - Barcelona, 19 de gener de 1910) fou un mestre d'obres, arquitecte i mestre d'arquitectes com Elies Rogent, Antoni Gaudí i August Font. Pare de Joan Torras i Puig.

## Trajectòria
Fill d'un forner de Sabadell, va obtenir els títols de mestre d'obres i arquitecte el 19 d'abril de 1854. Dos anys més tard fou elegit membre numerari de l'avui anomenada Reial Acadèmia Catalana de Belles Arts de Sant Jordi, i entrà com a professor a l’Escola de Mestres d'Obres, Aparelladors, Agrimensors i Directors de Camins Veïnals de Barcelona, que més endavant es convertiria en la prestigiosa Escola Provincial d'Arquitectura de Barcelona, d'on van sortir els arquitectes catalans del Modernisme. En aquesta Escola impartí durant més de trenta anys matèries tècniques, principalment d'estructures metàl·liques i els càlculs de resistència, de gran importància a l'arquitectura de finals del segle xix. Va fundar una empresa dedicada a grans construccions metàl·liques: la Casa Torras, Herrería y Construcciones.

Relacionades amb aquestes matèries, va fer obres com el canal de Sant Boi de Llobregat, la carretera de Can Tunis, el camí del Bogatell, el pont de peons de Sant Agustí a Girona o la gran bastida que es va utilitzar per construir el monument a Colom. El seu projecte pel pont de Girona va ser escollit abans dels que havien proposat La Maquinista Terrestre i Marítima o l'enginyer Gustave Eiffel. El seu taller es convertí, el 1882, en una empresa de construccions metàl·liques especialitzada en la confecció de jàsseres de gelosia.

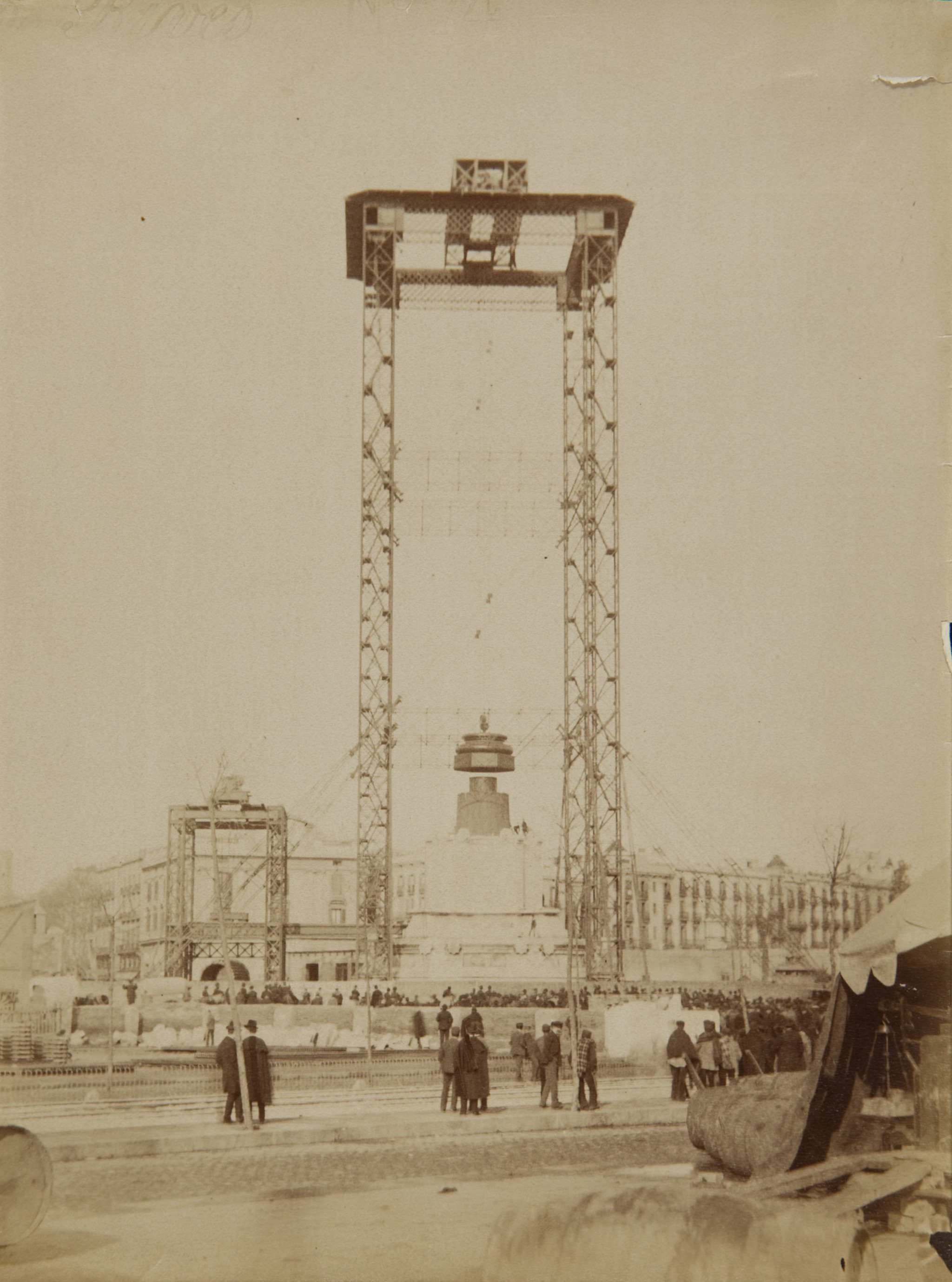
Monument a Colom - Bastida (1885)
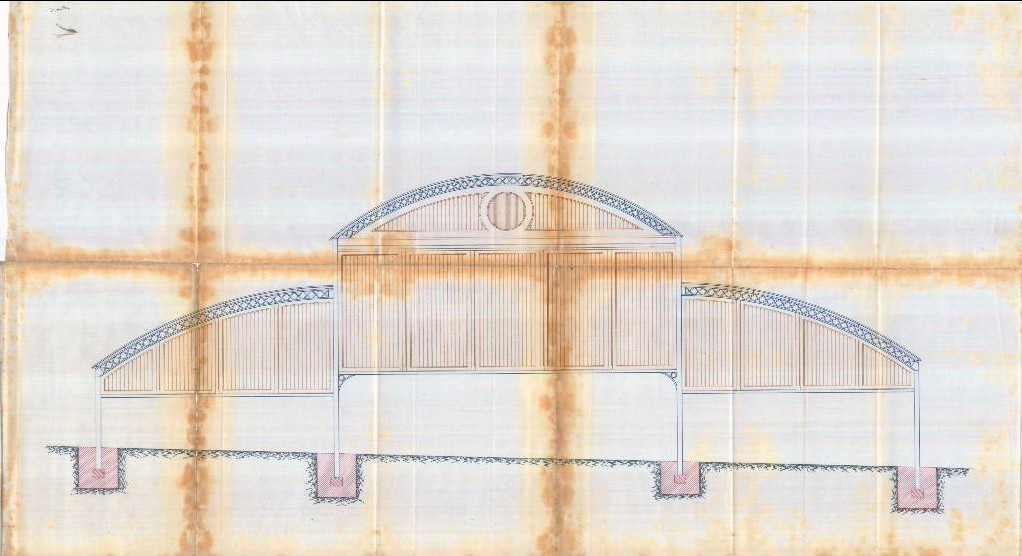
Abaceria Central de Gràcia (1892)
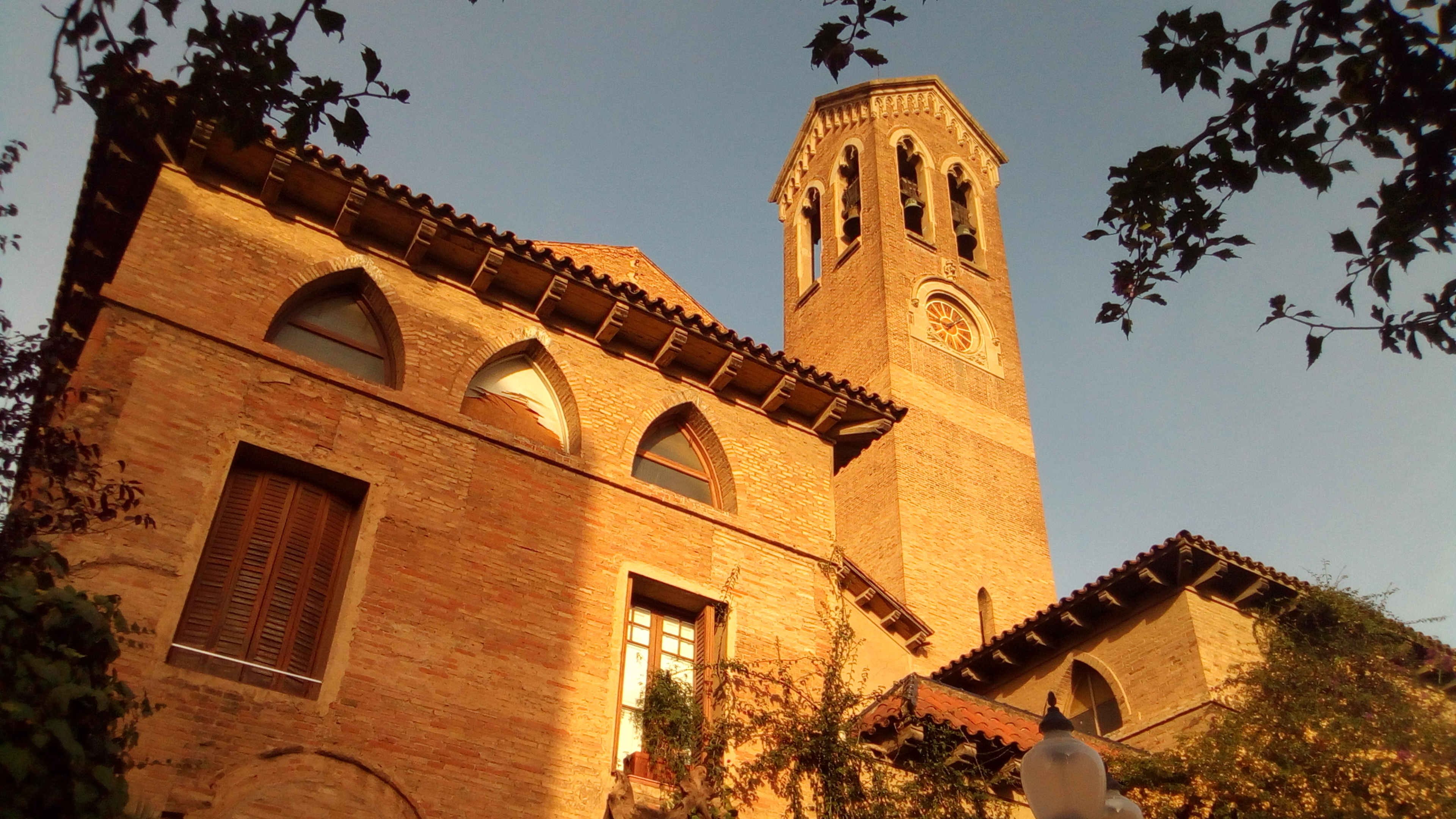
Parròquia de Sant Pacià

També va fer cobertes i estructures metàl·liques per a mercats, com els de Lleida o Tortosa, i per a esglésies, com el Seminari Conciliar, l'església del Pilar a Saragossa o la capella per a l'escola-convent de Jesús Maria, que avui és l'església de Sant Pacià, on hi col·laborà el seu alumne Antoni Gaudí.